# Wasilij Pietrow (1922–2003)
Wasilij Stiepanowicz Pietrow (ros. Василий Степанович Петров; ur. 5 marca (lub 22 lipca) 1922 we wsi Dmitrijewka w rejonie pryazowskim w obwodzie zaporoskim, zm. 15 kwietnia 2003 w Kijowie) – generał lejtnant artylerii Sił Zbrojnych ZSRR, generał pułkownik artylerii Sił Zbrojnych Ukrainy, dwukrotny Bohater Związku Radzieckiego (1943 i 1945).

## Życiorys
Urodził się w rosyjskiej rodzinie chłopskiej. W 1939 skończył szkołę średnią i został powołany do Armii Czerwonej, w 1941 ukończył szkołę artylerii w Sumach, służył w dywizjonie artylerii w Nowogrodzie Wołyńskim.
Od czerwca 1941 uczestniczył w wojnie z Niemcami, walczył na Froncie Południowym, Woroneskim i 1 Ukraińskim, jako zastępca dowódcy pułku artylerii brał udział w walkach obronnych na lewobrzeżnej Ukrainie i nad Dnieprem, we wrześniu 1943 uczestniczył w bitwie o Dniepr, przy forsowaniu którego został ciężko ranny i odesłany do szpitala. W grudniu 1944 powrócił na front i został dowódcą pułku artylerii w składzie 52 Armii 1 Frontu Ukraińskiego, wyróżnił się w walkach na przyczółku nad Odrą, w kwietniu 1945 brał udział w natarciu na Drezno, 27 kwietnia 1945 ponownie został ciężko ranny. Od 1945 należał do partii komunistycznej, w 1954 ukończył Lwowski Uniwersytet Państwowy i został kandydatem nauk wojskowych, później był zastępcą dowódcy pułku artylerii i zastępcą dowódcy 35 Brygady Rakiet Operacyjno-Taktycznych oraz zastępcą szefa wojsk rakietowych i artylerii Karpackiego Okręgu Wojskowego, w 1977 otrzymał stopień generała porucznika artylerii.
Po rozpadzie ZSRR służył w Siłach Zbrojnych Ukrainy, w 1994 został zastępcą dowódcy wojsk rakietowych i artylerii Głównego Dowództwa Wojsk Lądowych Sił Zbrojnych Ukrainy, w 1999 awansowano go na generała-pułkownika artylerii. W 1978 otrzymał honorowe obywatelstwo Łebedyna.

## Odznaczenia
- Złota Gwiazda Bohatera Związku Radzieckiego (dwukrotnie - 24 grudnia 1943 i 27 czerwca 1945)
- Order Lenina (dwukrotnie - 24 grudnia 1943 i 21 czerwca 1982)
- Order Rewolucji Październikowej (8 stycznia 1980)
- Order Czerwonego Sztandaru (7 kwietnia 1945)
- Order Wojny Ojczyźnianej I klasy (11 marca 1985)
- Order Czerwonej Gwiazdy (trzykrotnie - 9 września 1942, 4 października 1943 i 30 grudnia 1956)
- Order Przyjaźni Narodów (Rosja)
- Order Bohdana Chmielnickiego (Ukraina)
- Krzyż Srebrny Orderu Virtuti Militari (Polska Ludowa)
- Krzyż Wojenny Czechosłowacki 1939 (Czechosłowacja)

I inne.